# De Morgen
De Morgen (en holandés, La Mañana) es un diario flamenco con una tirada de 53,860 ejemplares. El periódico tiene su sede en Bruselas, Bélgica.

## Historia
De Morgen nace a partir de la fusión en 1978 de dos periódicos socialistas: Vooruit (que significa "Adelante") y Volksgazet (que significa "Gaceta del Pueblo"). El Vooruit fue fundado en Gante por Edward Anseele y apareció por primera vez el 31 de agosto de 1884, justo antes de la fundación del Partido Obrero Belga (en holandés: Belgische Werklieden Partij) en 1885. 
De Morgen en la actualidad se inspira en el diario francés Libération y pertenece al grupo De Persgroep, que también publica el periódico Het Laatste Nieuws.
De Morgen se presenta a sí mismo como un diario independiente y progresista, con una dinámica alternativa, frente a sus dos competidores, el flamenco De Standaard y De Tijd. Por otra parte, se describe como una publicación izquierdista y socialista. Según el ex redactor jefe Yves Desmet, "la prensa flamenca fue secularizada bajo la influencia de De Morgen".
El diario ha ganado varios premios por su revolucionario sistema lay-out y su avanzada tecnología de impresión, que le permite imprimir con tintas a base de agua y un papel de calidad superior.

## Circulación
En 2002 la circulación de De Morgen fue de 68359 ejemplares. Su cuota de mercado en el mismo año fue del 5,4 %. La circulación media de De Morgen en 2008 fue de 57248 ejemplares. Durante el primer trimestre de 2009 el diario obtuvo una circulación media de 76439 copias. La circulación en 2009  fue 58,496 ejemplares. En 2010 la tirada fue de 55,973 copias y de 55,936 en 2011.